# León de Nápoles
León de Nápoles, también conocido como Arcipreste León (Nápoles - ... fl. 941-968) fue un arcipreste, escritor y traductor italiano, conocido sobre todo como autor de la Historia de preliis Alexandri Magni (o "Historia de las batallas de Alejandro"), una traducción al latín del Romance de Alejandro de Pseudo Calístenes. Su figura de hombre de letras y erudito literario está ligada a la tradición y recepción medieval de este romance del siglo III, cuya difusión, debida a León como primer y mejor traductor, habrían determinado la amplia fortuna de este texto griego, destinado a convertirse en patrimonio de la épica heroico-caballeresca medieval, sobre todo a partir del siglo XIII. Además, su actividad como investigador, recopilador y traductor de textos antiguos atestigua el progreso cultural que se estaba realizando en la Italia medieval entre los siglos X y XI.

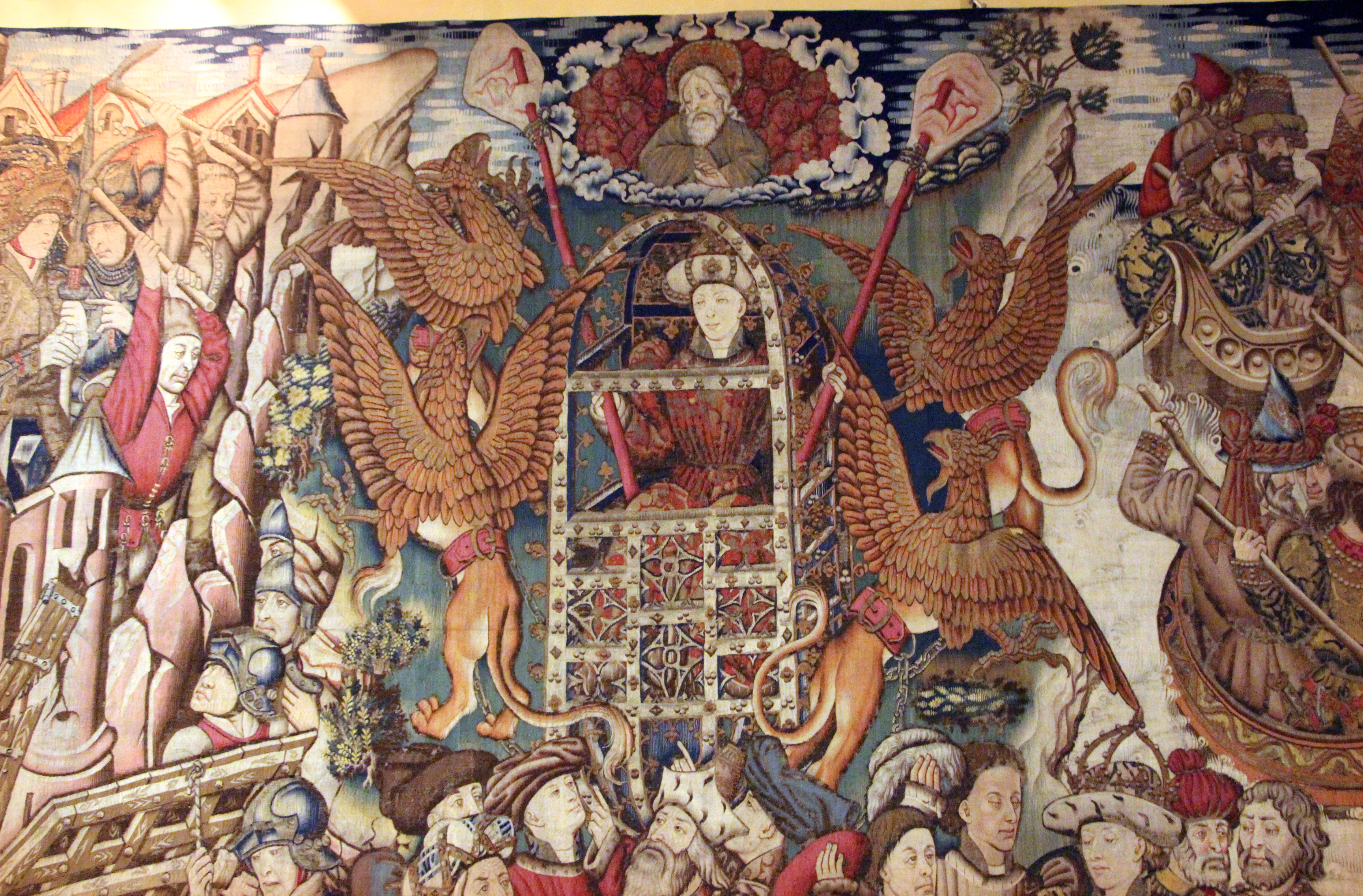
La madurez de Alejandro Magno (Tapiz del, Génova.)

## Biografía
Como hombre de letras, León estuvo activo en la corte de los duques de Nápoles, Juan III y Marino I, en el poder entre los años 941-968. En 942, participó en una misión diplomática en Constantinopla, en la corte de Constantino VII Porfirogéneta y Romano II. Fue con motivo de esta misión, de la que se desconocen los detalles, cuando León se dedicó a investigar textos antiguos, trayendo a Nápoles algunas obras, incluida la recopilación griega de Pseudo-Calístenes, donde se recopilaban, en una sola colección, historias fantásticas y legendarias que florecieron en la zona greco-bizantina, en torno a la heroica figura de Alejandro Magno. Gracias también a un epítome de Julio Valerio Polemio sobre la obra de Pseudo-Calístenes, León influiría en la posterior literatura romance.
Al regresar a su tierra natal desde la embajada, León extrajo una traducción latina del texto griego titulada Vita Alexandri Magni (conocido sobre todo como Historia de proeliis). La obra fue adquirida para la biblioteca del Ducado de Nápoles (posteriormente donada a la biblioteca de la catedral de Bamberg, por el emperador Enrique II, en 1022) y experimentó una difusión muy amplia en el Occidente latino, contribuyendo al conocimiento de Pseudo-Calístenes y la vasta difusión de esa tradición literaria, que luego alcanzaría a otros campos artísticos de la Edad Media Occidental. La obra es conocida como el Romance de Alejandro.

## Ediciones
La primera publicación impresa del manuscrito es un incunable fechado en 1472. Existen varias ediciones modernas:
- Landgraf, Gustav (1885). Die Vita Alexandri Magni des Archipresbyters Leo: (historia de preliis); nach der Bamberger und ältesten Münchener Handschrift. Schweinfurt.
- Pfister, Friedrich (1913). «Der Alexanderroman des Archipresbyters Leo». Sammlung Mittellateinischer Texte, H. 6 (Heidelberg: Universitätsverlag Winter): 141.
- Giusto Grion (1872). I Nobili fatti di Alessandro Magno; romanzo storico tradotto dal francese nel buon secolo, ora per la prima volta pubblicato sopra due codici magliabechiani per cura di Giusto Grion. Bolonia.
- Vandelli, Giuseppe (1898). «Appunti intorno ad antiche versioni italiane della Historia de proeliis». Giornale storico della letteratura italiana (Florencia).
- Hilka, Alfons (1921). «Die berliner Bruchstücke der ältesten italienischen Historia de proeliis». Zeitschrift für romanische Philologie XLI: 23-253.
- Kratz, Dennis M. (1991). The Romances of Alexander. Garland Science.
- Ross, David J. A. (1959). «A New Manuscript of Archpriest Leo of Naples: Nativitas et Victoria Alexandri Magni (Lambeth. Palace Ms 342)». Classica et Medievalia (20): 98-158.